# The George (Amsterdam)
The George is een appartementencomplex in Amsterdam-Zuid, Buitenveldert, Zuidas.
Het complex is een ontwerp van Liesbeth van der Pol, Pieter Lievense, Johan Rombouts en Niek Slijkerman van DOK architecten,.die hiermee een steentje bedroegen in het volbouwen van de Zuidas, in dit geval tussen de George Gershwinstraat en een afwateringstocht (De Boelegracht). De naam The George verwijst dan ook net als de straat naar componist George Gershwin. Het geheel herbergt 47 luxe appartementen met parkeergarages; door de basisvorm van het gebouw heeft elk appartement een eigen plattegrond. Van der Pol lichtte het ontwerp toe als zijnde een “gedrapeerde stenen jurk”. Ze gaf ook aan de gevels opgeknipt, getailleerd en weer in elkaar gezet te hebben. Het elf verdiepingen hoog gebouw heeft haar balkons en terrassen aan de zuidkant richting De Boelelaan. De terrassen worden naarmate het appartement hoger ligt kleiner, zodat ook en onderste terrassen gegarandeerd zijn van voldoende zonlicht. De bedoeling is dat de structuur de gelegenheid geeft tot ontstaan van een verticale tuin. In tegenstelling tot Valley zal deze echter niet openbaar zijn. Het groen moet tevens zorgen voor de benodigde privacy. Het groen werd ontworpen door Boom Landschapsarchitecten.
De luxe uitstraling wordt deels verzorgd door het gebruik van vijf kleuren baksteen die de kern omhullen en in een soort reliëf zijn geplaatst. Grijze tot rode geglazuurde bakstenen, gemaakt door Wienerberger, werden van onder tot boven gebruikt, bijzonder is dat ook de voegen daartussen met de kleurstelling meebewegen. De kleuren geven aan de bijna geheel uit baksteen (er zijn slechts hier en daar raampjes) enige speelsheid en een vlammend beeld mee. Duurzaamheid wordt gehaald uit een soort halfpipe op het dak, voorzien van zonnepanelen en wateropvang.
De terreinafscheiding is voorzien van reliëfs in muren en deuren. De toegang wordt verder opgesierd door een artistiek naambord.
Het complex werd genomineerd voor Amsterdamse Architectuur Prijs 2021, uiteindelijk won Westbeat. De vorm van het gebouw leidde wel tot opmerkingen om het gebouw te herdopen in een vrouwelijker naamvariant The Georgette.

## Afbeeldingen

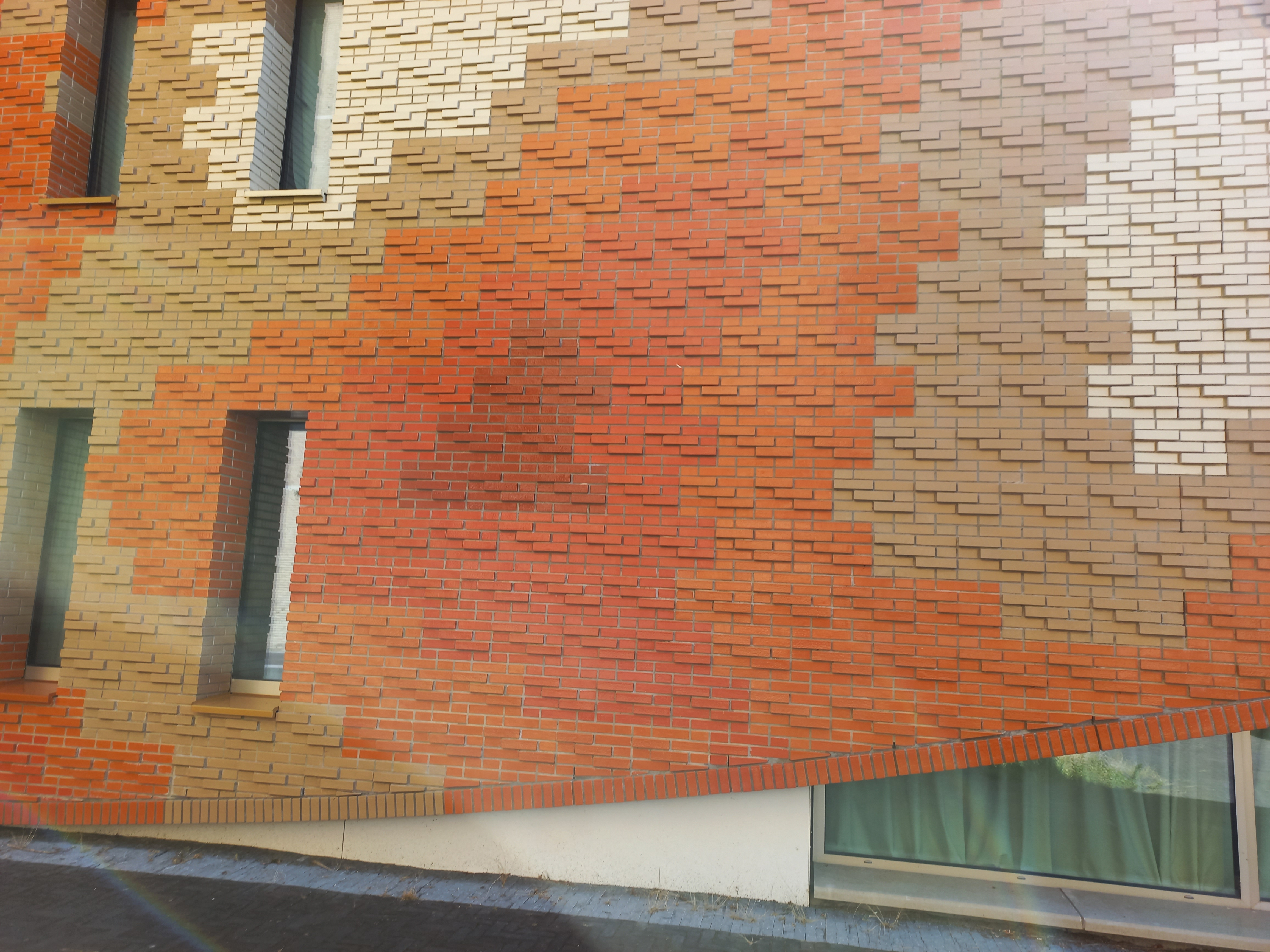
Baksteenreliëf (juli 2023)
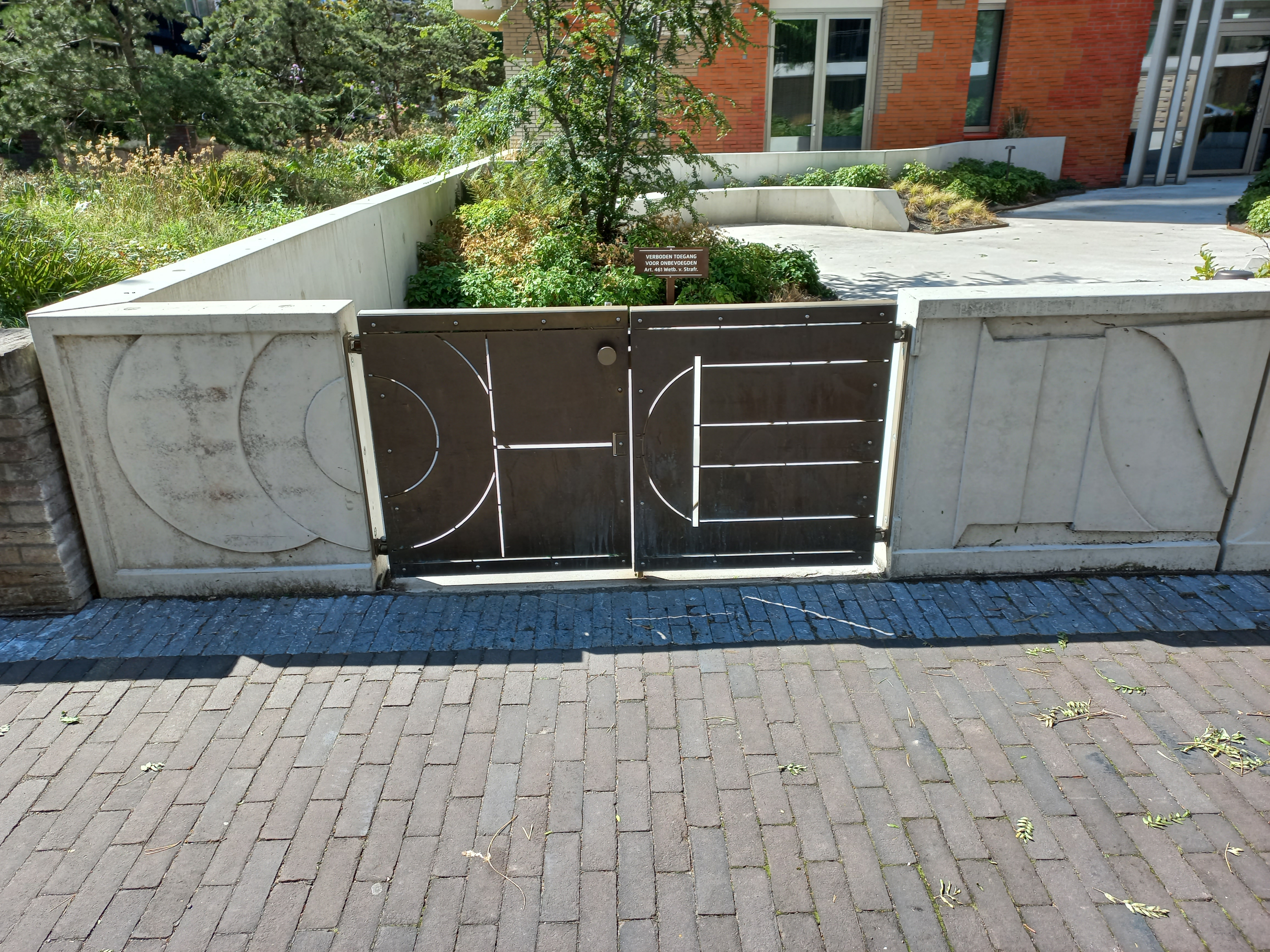
Reliëfs op en in terreinafscheiding (juli 2023)
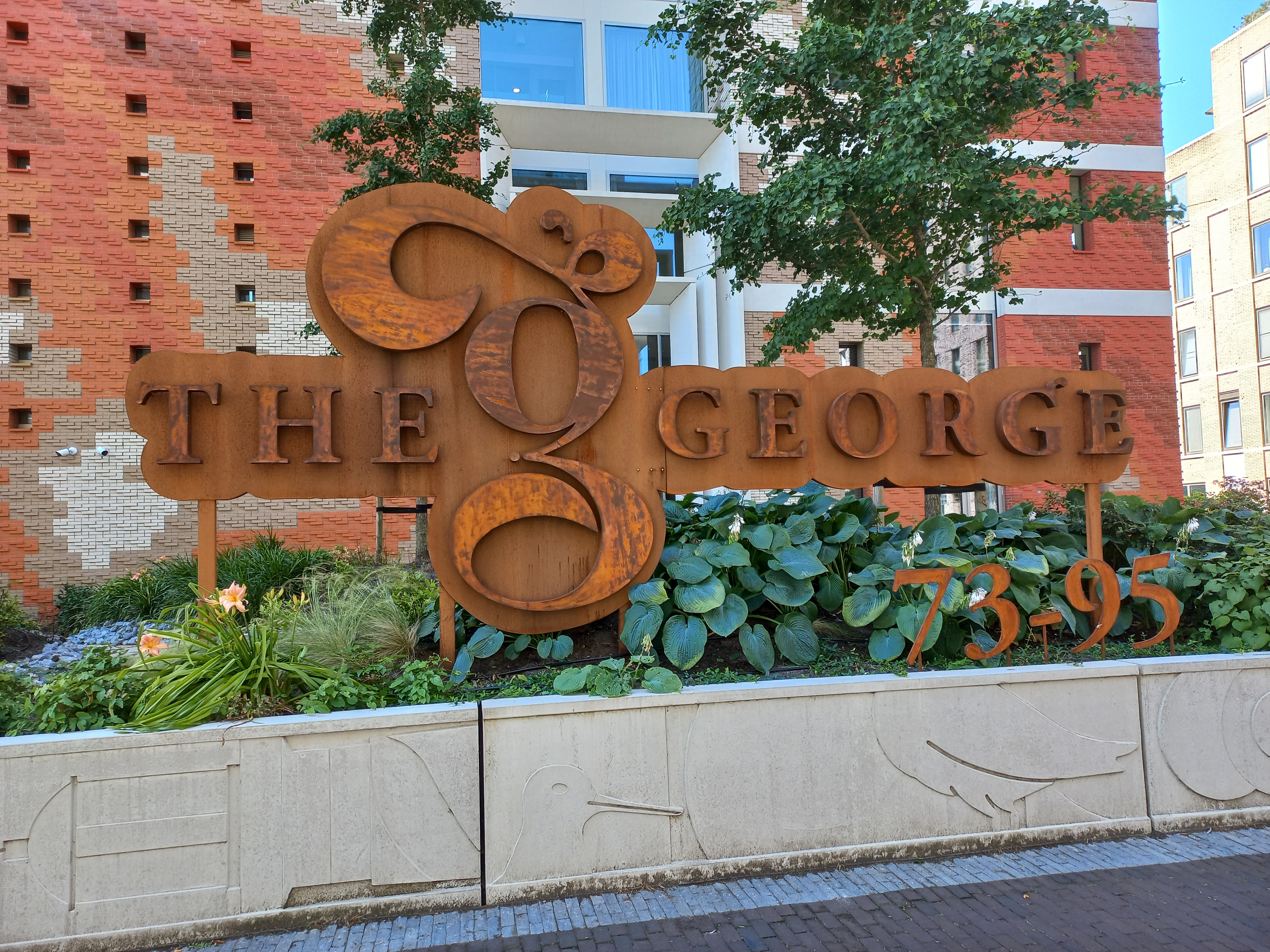
Naamsculptuur (juli 2023)
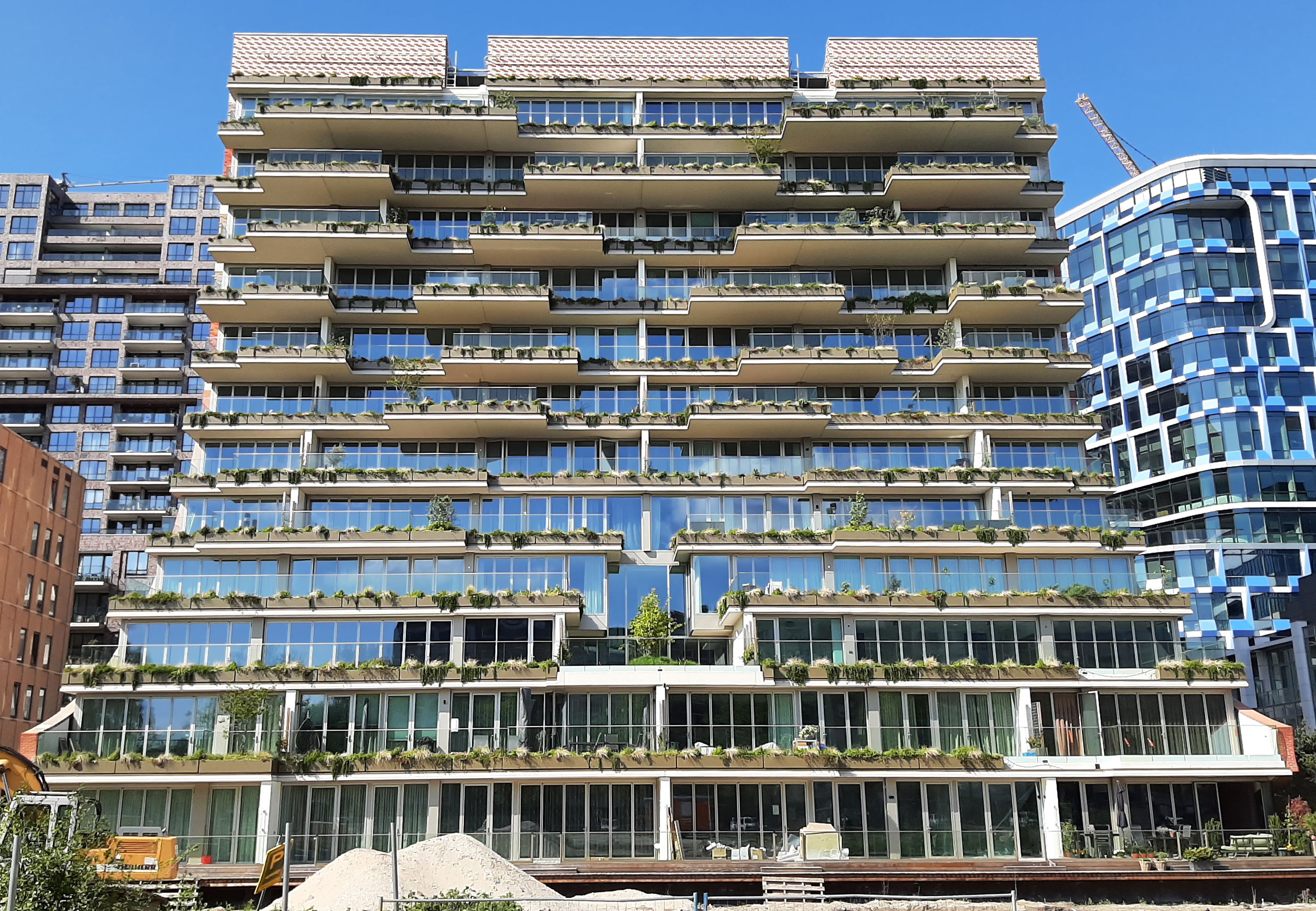
Terrassen van The George (mei 2021)